# Hank Shermann

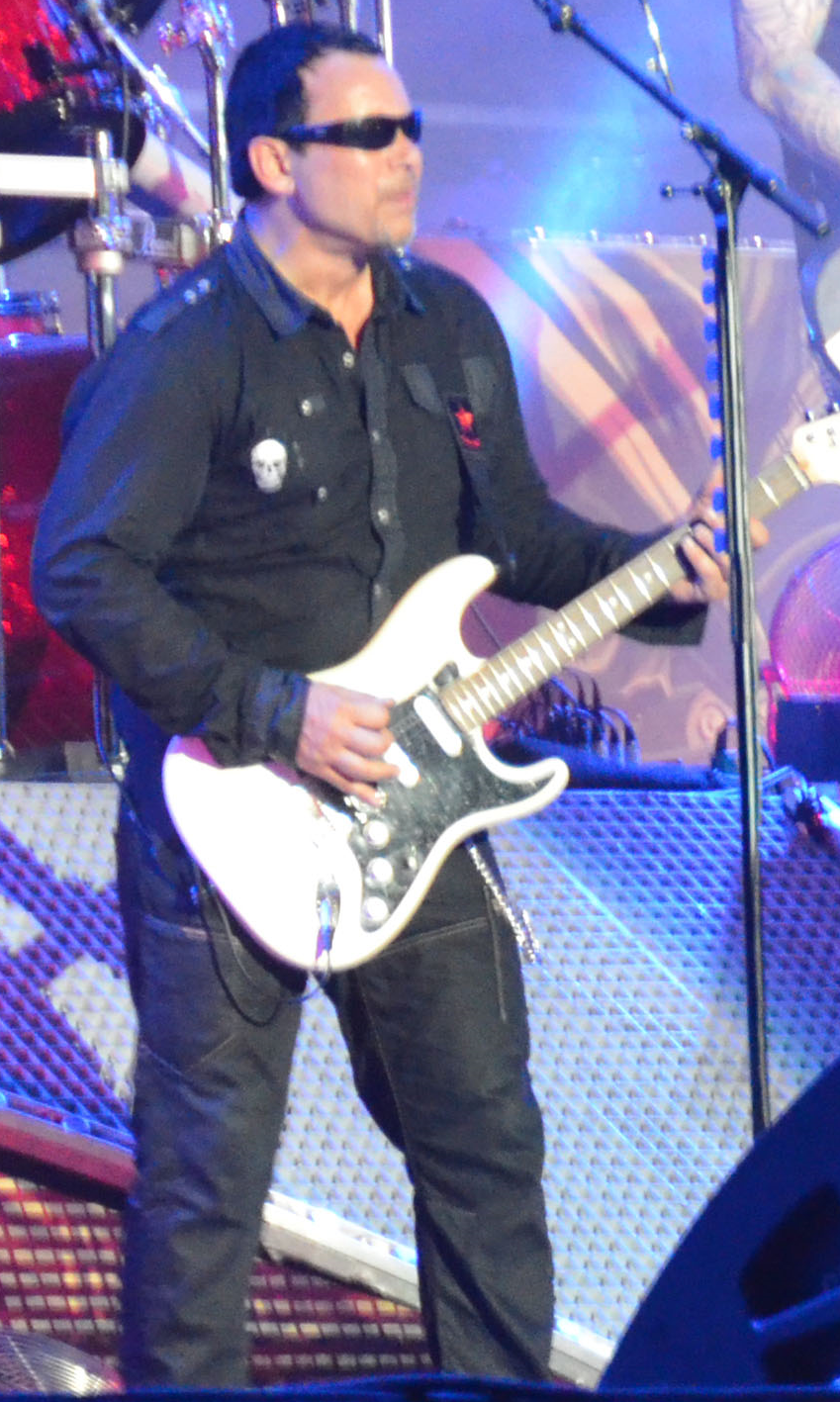
Hank Shermann, 2012

Hank Shermann właściwie Rene Krolmark (ur. 11 lipca 1958) – duński muzyk, kompozytor i instrumentalista, gitarzysta. Shermann współpracował z takimi grupami muzycznymi jak Brats, Mercyful Fate, Fate, Zoser Mez, Gutrix, Volbeat, Virus 7, King Kobra oraz Force Of Evil.
W 2004 roku muzyk wraz z Michaelem Dennerem został sklasyfikowany na 57. miejscu listy 100 najlepszych gitarzystów heavymetalowych wszech czasów według magazynu Guitar World.